# Електродугове зварювання

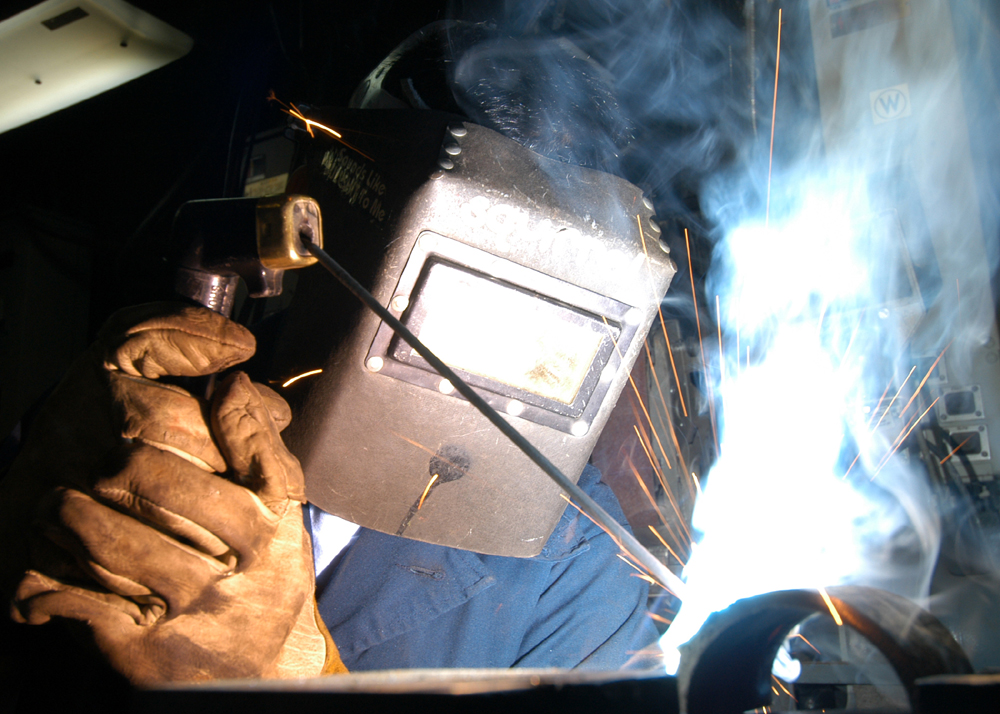
Електродугове ручне зварювання вкритим електродом

Електродугове зварювання плавким електродом: 1 — електродне покриття; 2 — електрод; 3 — захисний газ, 4 — місце плавлення металу, 5 — заготовка, 6, 7 — шов

Електродугове́ зва́рювання — зварювання плавленням, при якому нагрів та розплавлення кромок з'єднуваних частин виробів відбувається однією або декількома електричними дугами (багатодугове зварювання).
Дуговий розряд збуджується між зварюваними виробами та електродом із вмиканням виробу в коло зварювального струму (дуга прямої дії); між двома електродами без вмикання виробу в коло зварювального струму (дуга побічної дії); між двох електродів і виробом (комбінована дуга). Розрізняють дугове зварювання на ручне і автоматичне, плавким (металевим) електродом, при якому електрод дає додатковий (електродний) метал для заповнення шва, і неплавким електродом (вугільним, графітовим, вольфрамовим), при якому потрібен додатковий присадковий метал, що подається в зону дуги.
Основними різновидами дугового зварювання є аргоно-дугове зварювання, газоелектричне зварювання, зварювання під флюсом (ним захищають розплавлений метал від шкідливого впливу повітря), зварювання покритим електродом (з захисною обмазкою), плазмове зварювання.

## Історія
У 1802 році російський вчений (навчався у Харкові) В. В. Петров відкрив явище електричної дуги, а наступного (1803) року він же опублікував книгу «Известия о гальвани-вольтовых опытах…», де описав способи виготовлення вольтового стовпа, явище електричної дуги і можливість її застосування для електроосвітлення, електрозварювання і електроспаювання металів.
У 1882 році фастівчанин М. М. Бенардос (навчався у Київському університеті) винайшов електричне зварювання із застосуванням вугільних електродів.
У 1888 році М. Г. Слав'янов уперше у світі застосував на практиці дугове зварювання металевим (плавким) електродом під шаром флюсу. В присутності державної комісії він зварив колінчастий вал парової машини. За 5 років — у 1893-му На Всесвітній виставці в Чикаго (США) М. Г. Слав'янов отримав золоту медаль за спосіб електрозварювання під шаром товченого скла.
У 1939 році український вчений Є. О. Патон розробив технологію автоматичного зварювання під флюсом, зварювальні флюси і головки для автоматичного зварювання, електрозварні башти танків, електрозварювальний міст.